# David Slivnik
David Slivnik (* 27. Juni 1987 in Jesenice, SR Slowenien) ist ein slowenisch-österreichischer Eishockeyverteidiger. Seit 2013 spielt er beim EHC Lustenau in der Inter-National-League.

## Karriere
David Slivnik wechselte bereits mit 15 Jahren von seinem Stammverein HK Jesenice zum EC VSV. Dort spielte er zunächst in der U20-Mannschaft, bis ihm mit 17 Jahren im Laufe der Saison 2004/05 der Sprung in die Profimannschaft aus der Österreichischen Eishockey-Liga gelang. In der folgenden Spielzeit wurde er mit seiner Mannschaft erstmals in seiner Laufbahn Österreichischer Meister. In den folgenden Jahren kam der Verteidiger regelmäßig für den EC VSV zum Einsatz, ehe er zur Saison 2009/10 zu seinem Heimatverein HK Jesenice zurückkehrte. Für diesen spielte er parallel in der Österreichischen Eishockey-Liga und der Slohokej Liga. Am Saisonende nahm er mit seiner Mannschaft an der Slowenischen Eishockeyliga teil und gewann mit Jesenice auf Anhieb den slowenischen Meistertitel. 
Zur Saison 2010/11 wechselte er zum EC Dornbirn in die Nationalliga, der zweiten österreichischen Spielklasse. Für diesen erzielte er im Laufe seiner ersten Saison dort in 41 Spielen 6 Tore und 20 Vorlagen. 

### International
Für Slowenien nahm Slivnik an der U18-Junioren-B-Weltmeisterschaft 2005 sowie den U20-Junioren-B-Weltmeisterschaften 2006 und 2007 teil. 

## Erfolge und Auszeichnungen
- 2006 Österreichischer Meister mit dem EC VSV
- 2007 Österreichischer U20-Jugendmeister mit dem EC VSV
- 2010 Slowenischer Meister mit dem HK Jesenice
- 2015 INL-Meister mit dem EHC Lustenau

## ÖEHL-Statistik
(Stand: Ende der Saison 2010/11)